# Extremadura Unión Deportiva
El Extremadura Unión Deportiva, S. A. D. fue un club de fútbol español fundado en 2007 en la localidad de Almendralejo (Badajoz). Compitió por última vez en la Primera División RFEF, tercera categoría del fútbol español.
El club se fundó en 2007, cuando el CF Extremadura estaba cerca de su desaparición al estar ahogado por las deudas. Tras la desaparición del histórico CF Extremadura, que había estado dos temporadas en Primera División, se convirtió en el equipo de referencia de Almendralejo y uno de los más representativos de Badajoz y de Extremadura.
El ascenso a Segunda División en la temporada 2017-18 devolvió a la comunidad autónoma de Extremadura al fútbol profesional después de quince años de ausencia, aunque en la temporada 2019-20 perdió la categoría.
Tras muchas temporadas compitiendo y debido a los problemas económicos que arrastraba, el club fue excluido de la competición debido a una incomparecencia por huelga ante el Racing de Ferrol. El lunes 28 de febrero de 2022, Manuel Franganillo, su presidente, compareció ante los medios comentando que el club desaparecía y que se llevaba a liquidación, poniendo fin a 101 años de fútbol en la ciudad de Almendralejo.

## Historia

### Inicios en Regional
El club comenzó su andadura en la temporada 2007/08 en la categoría más baja del fútbol extremeño por aquel entonces, la Primera Regional de Extremadura, y, tras una exitosa campaña, logró holgadamente su objetivo de ascender de categoría al finalizar en primera posición con una distancia al segundo clasificado de 11 puntos.
En la temporada 2008/09 compitió en la Regional Preferente de Extremadura, donde hizo una espectacular campaña. Tres jornadas antes del término de la liga, logró el campeonato y el ascenso a Tercera División. Cómo curiosidad de esta temporada, se llegaron a enfrentar los dos Extremadura en dos ocasiones, ya que ambos coincidieron en la categoría. El Extremadura UD le ganó los dos partidos al CF Extremadura.

### Tercera y Segunda B
En la temporada 2009/10, en Tercera División, el club acabó en 3ª posición con 79 puntos y se metió en los playoffs de ascenso a 2°B. 
En la primera ronda eliminó al Novelda con gol de Nieto en terreno valenciano tras el 0-0 de la ida en el Estadio Francisco de la Hera. La segunda ronda de la eliminatoria también tuvo un final exitoso, ya que se pasó a la tercera y última fase, ante el Mairena con un empate a dos en el partido de vuelta tras el empate a cero en terreno extremeño. La última ronda de la eliminatoria de ascenso le enfrentó al Atlético Mancha Real. El partido de ida, en casa, a pesar del resultado, 4-2, fue un partido enmarañado y difícil. El partido de vuelta terminó 0-0 por lo que se consiguió por primera vez el ascenso a Segunda División B. En este último partido decisivo se logró arrastrar a más de un millar de aficionados desde Almendralejo.
En 2010 se produjo la desaparición del histórico CF Extremadura, por lo que el Extremadura UD pasó a ser el equipo de referencia en Almendralejo y uno de los más importantes de la comunidad. Su primera temporada en Segunda B terminó con el descenso a Tercera División tras una mala campaña en que terminó 19°.
Retornó a la Tercera División en la temporada 2011/12 y se clasificó nuevamente para los playoffs de ascenso a Segunda División B. Logró pasar dos fases y dejó atrás al Haro Deportivo y al Español B, pero se quedó a las puertas del ascenso, pues cayó eliminado ante el Atlético Sanluqueño en la última ronda.
La temporada 2012/2013 logró el campeonato de la Tercera División y se jugó una plaza en Segunda División B ante el Club Deportivo Toledo a doble partido. El primero, en el Estadio Francisco de la Hera, quedaron 3-3. Un gol en el Salto Del Caballo le daba el ascenso al Extremadura UD, pero no lo consiguió y tuvo que jugar dos eliminatorias más. Primero fue el Utebo Fútbol Club, al que ganaron, y el último ante el Granada "B". El club almendralejense se la jugaba en su estadio, con una entrada histórica de más de 6 000 personas, pero el sueño se esfumó cuando el árbitro pitó el final del partido.
La temporada 2013/2014 empezó con Diezma en el banquillo, que fue cesado tras cuatro derrotas consecutivas en las 3 primeras jornadas y en un partido de Copa del Rey. Se contrató a Adolfo Muñoz, que enderezó algo el barco pero no lo suficiente como para meterse en los playofs y acabó la liga en 6.ª posición.
En la temporada 2014/2015 volvió a clasificarse para la fase de play-off de ascenso a 2ª B tras finalizar 2° la liga regular, en una temporada llena de luces y sombras, pues a falta de 6 jornadas y tras una derrota por 0-2 ante el CD Santa Amalia, la junta directiva decidió prescindir de los servicios del hasta entonces entrenador del equipo, Francisco Javier Diosdado "Cisqui", que fue sustituido por el valenciano Juan Marrero Roig para acabar la temporada y tratar de llevar al equipo a la Segunda División B de nuevo. En el sorteo de emparejamientos para la primera eliminatoria de play-off, la suerte llevó al equipo azulgrana a jugar contra el Club Deportivo Choco. La ida en tierras gallegas terminó con el resultado favorable de 0-3. En el partido de vuelta en Almendralejo, el Extremadura se vio sorprendido por un CD Choco que se llevó el partido con el resultado de 2-3, aunque de nada les sirvió a los gallegos, ya que cayeron eliminados por el resultado de la ida. En la segunda eliminatoria se enfrentaron al Arenas Club. Jugaron nuevamente la ida en Guecho, con un resultado de 0-0, y la vuelta en Almendralejo, donde el Extremadura perdió estrepitosamente por 1-4, destruyendo así todas las opciones del equipo azulgrana y las ilusiones de la afición almendralejense.
Al día siguiente de la derrota ante el Arenas Club el club empezó a planear la temporada 2015/2016. Se volvieron a marcar a fuego el objetivo del ascenso, renovando al entrenador Juan Marrero Roig y a muchos de los pilares de la plantilla, que se reforzó con fichajes de gran calidad para intentar un nuevo ascenso que devolviera las emociones y las ilusiones a Almendralejo.
Tras finalizar la campaña 2015/16 como líder del grupo XIV de la Tercera División, el club se midió, a doble partido para conseguir el ascenso a 2ª B, a la Unión Balompédica Conquense. El resultado del primero de los dos encuentros fue de 0-0 en territorio conquense. Finalmente, tras vencer en casa por 2-0 con un doblete de Willy en el partido de vuelta, el club consigue el ansiado y merecido ascenso a la Segunda División B ante su afición.
Para la temporada 2016/17, tras una primera vuelta desastrosa en 2ª B con tan solo 14 puntos, el club llegó a un acuerdo con el grupo COINSA con el objetivo de salvarse del descenso esa temporada y, a partir de la siguiente, ascender a Segunda en un plazo de tres años. Al final se consiguió tras una espectacular segunda vuelta con el entrenador Juan Sabas al frente. En el partido decisivo para la salvación se derrota por 2-0 al Atlético Sanluqueño con goles de Hume y Dieguito mientras el Recreativo de Huelva ganaba por la mínima al CD San Fernando, manteniéndose en 2ª B una temporada más.
En la pretemporada de 2017, con el fin de conmemorar los 10 años de historia del club, se organizó un amistoso ante el Real Betis Balompié en el Francisco de la Hera, recibiendo en Almendralejo a todo un equipo de Primera División.

### Ascenso a Segunda
La temporada 2017/18 en Segunda División B fue histórica para el club. Aunque llegaron a pasar hasta 4 entrenadores por el banquillo, el equipo estuvo prácticamente toda la liga en puestos de play-off, cosechando victorias importantes como el 3-0 al Mérida AD en el derbi. Tras acumular tres derrotas consecutivas y con el equipo fuera de los puestos de playoffs, se despide al entrenador Rafael Martín Vázquez y se contrata de vuelta a Juan Sabas, el artífice de la permanencia la temporada pasada y despedido en la pretemporada. A falta de dos jornadas para el final y con Sabas en el banquillo, el equipo da un cambio radical y derrota 0-2 en el derbi del Estadio Romano al Mérida AD y endosa un 5-0 al Betis Deportivo en casa, clasificándose finalmente para los playoffs de ascenso a Segunda División.
En la primera ronda fueron emparejados con el Deportivo de la Coruña B, el cual había quedado segundo en el grupo I y no podía ascender debido al descenso del 1° equipo a Segunda División. La ida fue 2-1 en el Francisco de la Hera y 3-2 en Galicia, clasificándose el Extremadura por el valor de los goles fuera de casa tras un agónico gol de Álex Barrera en la 2° parte de la prórroga. Después les tocó el recién descendido Club Deportivo Mirandés, en casa perdieron 0-1 ante el cuadro burgalés pero el Extremadura remontó en el Municipal de Anduva con un 0-2 gracias a un doblete de Zarfino. Ya en la final, les tocó el Fútbol Club Cartagena, el cual había estado en el mismo grupo y había quedado líder pero había perdido el play-off de campeones ante el Rayo Majadahonda. En Almendralejo quedaron 1-0, con gol de Pardo en el minuto 45 antes del descanso. Este gol terminaría siendo decisivo tras el 0-0 de la vuelta en Cartagena, por lo que el Extremadura conseguía el ascenso a LaLiga, división de plata del fútbol español. Este ascenso significó la vuelta de Almendralejo al fútbol profesional 16 años después, desde que el antiguo CF Extremadura descendiera a Segunda División B en la temporada 2001/02.

### Etapa en la Segunda División
Para la ilusionante campaña en el segundo nivel del fútbol español, se hacen fichajes de renombre como el portero Casto Espinosa, procedente del A.D. Alcorcón, el centrocampista Diego Capel, procedente del Anderlecht o el experimentado en la liga española Vincenzo Rennella, procedente del Miami Football Club. El 19 de agosto de 2018, el nuevo Extremadura (después de la fundación del año 2007), jugaría su primer partido en Segunda División, como visitante al Estadio Carlos Tartiere frente al Real Oviedo, logrando un resultado de 1-1 en su debut, adelantándose Toché para los ovetenses y luego del descanso, Álex Barrera lograría el primer gol de este equipo en la categoría de plata y en el fútbol profesional. Tras varios meses de competición, el delantero del club extremeño Enric Gallego fue nombrado como mejor jugador del mes de noviembre de LaLiga 123. En enero, Enric dejó el club tras ser fichado por la SD Huesca para poder jugar en Primera División, máxima categoría del fútbol español. Su traspaso rondó los 3 millones de €, siendo la venta más cara en la historia del club, y se fue como pichichi de LaLiga con 15 goles en tan solo la primera vuelta, y además siendo considerado como uno de los mejores jugadores en la historia del club y de los más queridos por la afición. El 26 de mayo de 2019 tras empatar a cero ante el C. D. Lugo se obtiene la permanencia y por ende se confirma la presencia del Club de Almendralejo en la LaLiga un año más.
El sábado 1 de junio de 2019, después del entrenamiento en Almendralejo, el futbolista José Antonio Reyes falleció en un accidente de tráfico cuando volvía a su localidad natal, el club como homenaje puso su nombre a la puerta 19 del estadio, dorsal que llevó en su etapa en el club extremeño.
Con el equipo luchando por la permanencia en la temporada 2019/20 el club entró en algunos problemas que acabaron con la destitución de Manuel Franganillo como presidente de la entidad el 26 de febrero de 2020 y la llegada a la presidencia del hasta entonces vicepresidente Luis Oliver Sierra. Tras un mes de continuas luchas por parte de Franganillo por recuperar el club, el CSD suspendió los derechos políticos de las acciones de Luis Oliver y la presidencia volvió al poder del extremeño que contaba con la mayoría de los votos del Consejo de Administración del club, por su parte el empresario sevillano siguió vinculado a la entidad hasta el 29 de julio del 2020 cuando el club mediante un comunicado confirmó la separación de sus caminos aunque su padre mantuvo algunas acciones en el club hasta enero del 2021.
El club necesitado de resultados logró las llegadas de Álex Alegría y Roberto Olabe en el mercado invernal de la temporada 2019/20 con el objetivo de reencontrarse con la victoria y lograr la salvación, a pesar de ello todos los esfuerzos no fueron suficientes y tras el parón por la pandemia, el conjunto azulgrana encadenó una racha de malos resultados ganando solo tres partidos de los diez que llegó a disputar consumando el descenso a Segunda B.

### Vuelta a Segunda B
Tras el descenso el club extremeño competiría por volver a ascender en una categoría que estrenaba nuevo formato, el equipo competiría en el Subgrupo B del Grupo 5 de la Segunda B.
Llegando a la mitad de la primera fase el equipo de Almendralejo anunció la destitución de Manuel Mosquera como técnico del Extremadura tras la mala racha de resultados que dejaba al conjunto azulgrana en puestos de descenso, tras esto el entrenador del filial José Antonio Ruiz cogería las riendas del equipo mientras se buscaba un nuevo técnico.
El 4 de enero del 2021 Manuel Franganillo compró la totalidad de las acciones del Extremadura desvinculando completamente a Luis Oliver del club y anunció la llegada de Zoran Vekic junto a Ramón Robert y Jordi Lardín que se encargarían de dirigir la parcela deportiva acompañados de un grupo inversor con la intención de salvar el club de unos problemas económicos que empezaban a asfixiar al conjunto extremeño, posteriormente el club anunció sorprendentemente la vuelta de Manuel Mosquera a los banquillos un mes después de su destitución.
En lo deportivo, el club con Manuel Mosquera de vuelta, empezó a acumular buenos resultados logrando el 14 de marzo del 2021 tras ganar por 2-1 al Melilla el ascenso a Primera RFEF y la clasificación matemática a la fase de ascenso a Segunda División, el equipo azulgrana compitió bien en toda la fase llegando al penúltimo encuentro dependiendo de sí mismo para clasificarse a la eliminatoria de ascenso pero la derrota por 3-0 ante el Sanse y las victorias del Real Madrid Castilla frente a CD Badajoz ya clasificado como líder y Talavera por 3-1 y 2-4 respectivamente dejaron a los almendralejenses sin play-off pero con una plaza en Primera RFEF.
A pesar del éxito deportivo los problemas económicos seguían agravándose y los jugadores empezaban a protestar debido a los impagos que llevaban sufriendo desde hace meses, el 31 de marzo del 2021 el Extremadura rompió con Zoran Vekic y Ramón Robert debido a que no estaban logrando los objetivos que el club les pidió, tras lo ocurrido el equipo empezó a buscar vías de dinero a corto plazo para solventar la crisis económica.

### Debut en Primera RFEF y desaparición del club
El club afrontaba esta nueva categoría con serios problemas económicos y además teniendo en cuenta los duros requisitos de la Primera RFEF. El primer problema de la temporada era pagar el aval que permitía inscribir al equipo en la categoría, Manuel Franganillo llegó a un acuerdo con la RFEF para poder competir sin tener que pagar el segundo aval.
Una vez inscrito el equipo en la competición el club se plantó un objetivo obligatorio que era encontrar un grupo inversor que solucionase la deuda y evitase la desaparición del club. Por otro lado, el conjunto azulgrana anunció incorporaciones como la de Lolo González en calidad de cedido con la intención de tener una plantilla competitiva y lograr afrontar todos los encuentros de la liga mientras se encontraba un nuevo inversor.
El 27 de octubre del 2021 el Extremadura convocó una junta de acreedores para evitar la liquidación del club en la que se pactó un calendario de pagos para saldar la deuda. Finalmente el Juzgado de lo Mercantil de Badajoz dio el visto bueno al respaldo del 68% de los acreedores que aceptaron el plan de pago del Extremadura y que permitía al club afrontar la deuda en 10 años con la condición de que en un plazo de dos meses se presentase un documento por parte del administrador concursal que acreditase que el equipo iba a recibir una inyección de capital para paliar las deudas.
Mientras tanto, los futbolistas seguían compitiendo sin cobrar hasta que el día 13 de noviembre del 2021 los jugadores, amparados por la AFE, decidieron ejercer el derecho a huelga en protesta por los impagos y no presentarse en el partido frente al Deportivo de la Coruña, que fue dado por 3-0 a favor de los locales y con una sanción de tres puntos para los extremeños por incomparecencia.
Manuel Franganillo afirmaba haber llegado a un acuerdo con el Grupo Khalifa para salvar el club pero el dinero no llegaba y el plazo terminó cumpliéndose provocando que el Juzgado empezase con la liquidación de la SAD mientras que el grupo inversor no cumplía con lo prometido. Apareció en escena el grupo Ruiz Lopera con la intención de comprar el club y evitar su liquidación. El Juzgado concedió una prórroga pedida por Franganillo con la promesa de conseguir el dinero y los futbolista llegaron a un acuerdo con la entidad para obtener la carta de libertad en el caso de no conseguirse el dinero prometido antes del 1 de enero de 2022. La fecha pactada llegó y muchos futbolistas dejaron el club tras meses sin cobrar lo que obligó al Extremadura a tirar de cantera y de futbolista que estaban sin equipo para poder seguir compitiendo, lo que provocó resultados catastróficos como la derrota por 6-0 frente al Sanse y el 6-1 contra el Calahorra, dejando el club en descenso y lejos de la salvación.
El 2 de febrero del 2022 la prórroga dada por el Juzgado llegó a su fin y el grupo Ruiz Lopera abandonó Almendralejo reconociendo que era imposible afrontar la deuda de 4 millones de euros en tan poco tiempo y provocando que inevitablemente el club entre en liquidación. Tras esto los jugadores del club anunciaron una segunda huelga amparada por la AFE por la que no asistieron al encuentro frente al Racing de Ferrol, que debió haberse disputado el 28 de febrero de 2022. Al ser la segunda incomparecencia de la temporada, se produjo a la expulsión de la competición y con ello la liquidación total del club, dando fin a 14 años de historia.

## Uniforme
- Uniforme titular: camiseta azulgrana, pantalón azul y medias azules.
- Uniforme alternativo: camiseta blanca y verde (colores de Almendralejo), pantalones blancos y medias blancas.
- Marca Deportiva: Kappa

## Estadio
El Extremadura UD jugaba sus partidos como local en el Estadio Francisco de la Hera, con capacidad para 11.580 personas.

## Datos del club
- Temporadas en 1.ª: 0
- Temporadas en 2.ª: 2
- Temporadas en 1ªRFEF: 1
- Temporadas en 2ªB: 4
- Temporadas en 3ª: 6
- Temporadas en Regional Preferente: 1
- Temporadas en 1ª Regional: 1
- Temporadas en Copa del Rey: 6 (incluida temporada 2021-22)
- Record de abonados: 8000 aproximadamente (a fecha de 19 de julio de 2019)[27]

## Palmarés
- Campeón de Tercera División de España (2): 2012/13, 2015/16.
- Campeón de Regional Preferente de Extremadura (1): 2008/09.
- Campeón de Primera Regional de Extremadura (1): 2007/08.

## Jugadores
Máximo goleador

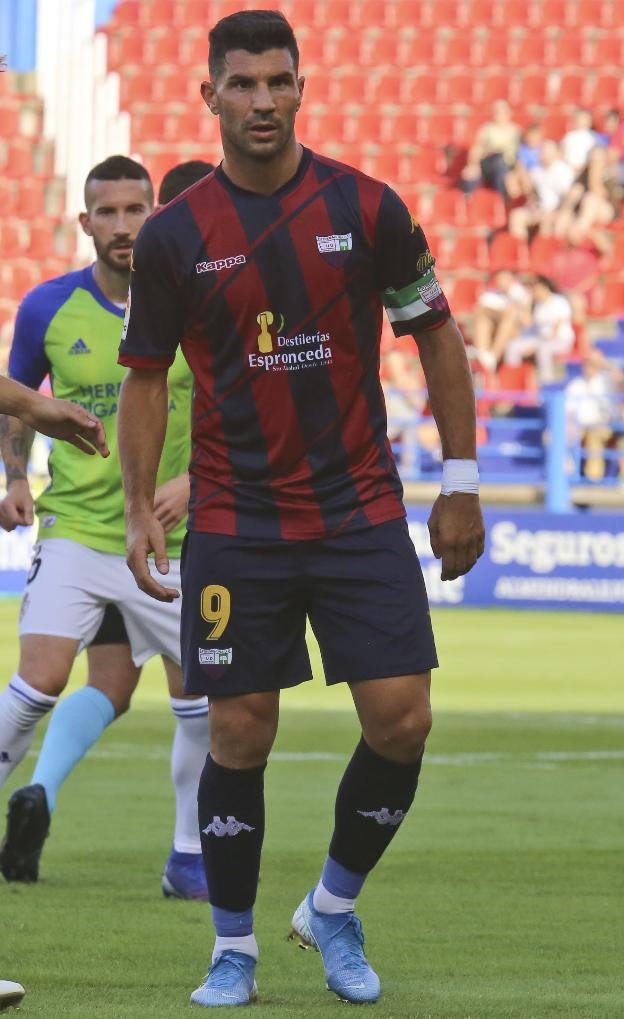
Willy Ledesma, máximo goleador del club con 83 goles

- Luis Alfonso Ledesma Galán (83 goles en 187 partidos).[28]

Más partidos jugados
- José Antonio Ruiz Hernández (jugó siete años en el club).

### Números retirados
- 19 -  José Antonio Reyes, DEL.[29]

## Entrenadores
- 2008-2010  Juan Marrero Roig
- 2010-2011  José Diego Pastelero
- 2010-2011  Raúl Procopio
- 2011-2013  Agustín Izquierdo
- 2013       Jose Luis Diezma
- 2013-2014   Adolfo Muñoz
- 2014-2015   Cisqui
- 2015-2016  Juan Marrero Roig
- 2016       Diego Merino
- 2016       Juan Velasco Damas
- 2017   Juan Sabas
- 2017  Agustín Izquierdo (8 partidos)
- 2017-2018  Manolo Ruiz (17 partidos)
- 2018  Rafael Martín Vázquez (11 partidos)
- 2018  Juan Sabas - Artífice del ascenso histórico a Segunda División
- 2018-2019  Antonio Rodríguez Saravia
- 2019-2020  Manuel Alfredo Mosquera Bastida
- 2020  José Antonio Ruiz (4 partidos)
- 2021-2022  Manuel Alfredo Mosquera Bastida

## Temporadas del club
| Temporada | Categoría  | Puesto | Copa del Rey |
| --------- | ---------- | ------ | ------------ |
| 2007/08   | Prim. Reg. | 1º     |              |
| 2008/09   | Reg. Pref. | 1º     |              |
| 2009-10   | 3.ª        | 3º     |              |
| 2010-11   | 2ªB        | 19º    |              |
| 2011-12   | 3.ª        | 3º     |              |
| 2012-13   | 3.ª        | 1º     |              |
| 2013-14   | 3.ª        | 6º     | 1.ª ronda    |
| 2014-15   | 3.ª        | 2º     |              |
| 2015-16   | 3.ª        | 1º     |              |
| 2016-17   | 2ªB        | 13º    | 2.ª ronda    |
| 2017-18   | 2ªB        | 4º     |              |
| 2018-19   | 2.ª        | 13º    | 2.ª ronda    |
| 2019-20   | 2.ª        | 21º    | 1.ª ronda    |
| 2020-21   | 2ªB        | 2°     | 1.ª ronda    |
| 2021-22   | 1ªRFEF     | 20°    | 1.ª ronda    |

LEYENDA
- :Ascenso de categoría
- :Descenso de categoría
- :Descenso administrativo

## Filial y otras secciones
El Extremadura UD contaba con dos filiales. El Extremadura UD "B", que anteriormente era otro club independiente de la ciudad, el Atlético San José Promesas, hasta que se unió al Extremadura y pasó a ser su filial en el verano de 2016; y el Extremadura UD "C".
En julio de 2017 se creó la sección femenina del Extremadura UD.

## Trofeos y amistosos
Ver Trofeos amistoso de Club_de_Fútbol_Extremadura
- Trofeo Almendralejo Ciudad de la Cordialidad:  (4) 2001, 2008, 2014, 2016
- Trofeo Ciudad de Mérida Patrimonio de la Humanidad:  (2) 2010, 2011

## Rivalidad
Tras la desaparición del Club de Fútbol Extremadura y del Club Polideportivo Mérida, el Extremadura Unión Deportiva mantuvo una rivalidad similar con el Mérida A.D..
| Temporada | Liga      | Local            | Visitante        | Resultado |
| --------- | --------- | ---------------- | ---------------- | --------- |
| 2012-13   | Tercera   | Mérida A.D.      | Extremadura U.D. | 1-2       |
| 2012-13   | Tercera   | Extremadura U.D. | Mérida A.D.      | 0-0       |
| 2013-14   | Tercera   | Mérida A.D.      | Extremadura U.D. | 3-2       |
| 2013-14   | Tercera   | Extremadura U.D. | Mérida A.D.      | 1-3       |
| 2014-15   | Tercera   | Extremadura U.D. | Mérida A.D.      | 1-1       |
| 2014-15   | Tercera   | Mérida A.D.      | Extremadura U.D. | 0-1       |
| 2016-17   | Segunda B | Mérida A.D.      | Extremadura U.D. | 5-1       |
| 2016-17   | Segunda B | Extremadura U.D. | Mérida A.D.      | 1-1       |
| 2017-18   | Segunda B | Extremadura U.D. | Mérida A.D.      | 3-0       |
| 2017-18   | Segunda B | Mérida A.D.      | Extremadura U.D. | 0-2       |
| 2020-21   | Segunda B | Extremadura U.D. | Mérida A.D.      | 1-1       |
| 2020-21   | Segunda B | Mérida A.D.      | Extremadura U.D. | 0-1       |

LEYENDA: En color verde, quiere decir que es una categoría profesional (perteneciente a la Liga de Fútbol Profesional), en este caso también es la división "tope" de los derbis entre ambos clubes.
En color anaranjado indica que la categoría es semiprofesional, en color marrón indica que es regional u otra clase de torneo.